# Schwertorden

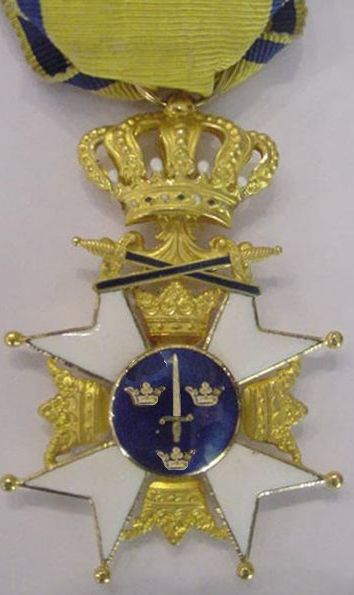
Ritterkreuz des Schwertordens

Der Schwertorden (schwedisch Kungliga Svärdsorden) ist ein schwedischer Militärverdienstorden für Militärpersonen aller Grade, die sich im militärischen Gebiet persönlich für Schweden oder für schwedische Interessen eingesetzt haben. Großmeister des Ordens ist der König von Schweden. Der Schwertorden wird auch „das gelbe Band“ genannt.
Zum Schwertorden gehören das 1850 gestiftete Schwertzeichen in Silber (schwedisch Svärdstecken) und die ebenfalls 1850 gestiftete Schwertmedaille in Gold und Silber (schwedisch Svärdsmedalj).

## Geschichte
Der Schwertorden wurde 1522 durch König Gustav I. Wasa gestiftet und 1748 von Friedrich I. erneuert und statuiert. König Adolf Friedrich bestätigte ihn später mit kleinen Änderungen. Neue Statuten erhielt er durch Gustav IV. am 26. November 1798.
Von 1975 bis 2022 wurde der Orden nicht mehr verliehen. Auf Beschluss des schwedischen Reichstags wurden die Verleihungen zum 1. Januar 2023 wieder aufgenommen.

## Ordensklassen
Ab 1748 bestand der Orden aus den Klassen Kommandeur und Ritter. 1778 wurde das Großkreuz hinzugefügt, 1873 der Kommandeur 1. Klasse. Laut Statutennachtrag vom 25. November 1889 wurde die Ritterklasse in zwei Abteilungen geteilt. Die Anzahl der Mitglieder war bei den ersten beiden Klassen auf jeweils 24 Inhaber beschränkt.
- Kommandeur mit Großkreuz
- Kommandeur 1. Klasse
- Kommandeur
- Ritter 1. Klasse
- Ritter

Befindet sich Schweden im Krieg, werden auch die Klassen Ritter mit Großkreuz I. Klasse und Ritter mit Großkreuz verliehen. Für persönliche Tapferkeit im Krieg gibt es im Weiteren das Militärkreuz des Schwertordens in Gold, Silber und Bronze.
Die Prinzen des königlichen Hauses erhielten das Kommandeurkreuz bereits bei ihrer Geburt. Schwedischen Militärs konnte das Kommandeurkreuz erst nach zwanzigjähriger untadliger Dienstzeit verliehen werden. Für den Kriegsfall, dessen Jahre doppelt gerechnet wurden, bestand eine eigene, nur für das Verdienst vor dem Feind verliehene Dekoration, die Ritter des Großkreuzes vom Schwertorden I. und II. Klasse. Der Orden konnte aber auch bei einer schweren Verwundung oder bei der Eroberung eines feindlichen Siegeszeichens verliehen werden.
Der Ritterschlag erfolgte noch während des Feldzuges und immer unter freiem Himmel. Die nicht unerheblichen Einkünfte des Ordens wurden für Pensionen verwendet.

## Ordensdekoration
Die Dekoration und die Ordenstracht erhielten im Laufe der Zeit mehrere Veränderungen.
Das Ordenszeichen besteht aus einem weißen, achteckigen Kreuz mit goldenen Kronen in den Winkeln, über welchen kreuzweise zwei Schwerter durch ein Degengehänge festgehalten werden. Auf dem azurblauen Avers des Mittelschilds befindet sich ein entblößtes, aufrecht stehendes Schwert, umgeben von drei Kronen, auf dem Revers ein Schwert mit Lorbeerkranz und den Worten Pro patria (lateinisch Für das Vaterland).

## Trageweise
Die Kommandeure mit dem Großkreuz tragen bei Festen eine Kette aus elf mit dem Degengehänge umwundenen Schwertern und elf blauen, auf Schilden liegenden Helmen und dazu auf der Brust einen Stern und ein aufrecht stehendes Schwert. Gewöhnlich wird das Kreuz am gelben, blau gerandeten Band über die Schulter getragen. Die Kommandeure tragen das Ordenszeichen um den Hals und zwei gekreuzte Schwerter auf der Brust nebst einem kleineren Silberstern auf der Brust, die Ritter ein Kreuz ohne die umgebenden Schwerter. Der Orden hatte eine besondere Festtracht hellblau-weiß.

## Bekannte Träger
- siehe: Träger des Schwertordens